# آلمانی‌انگشت
آلمانی‌انگشت (نام علمی: Germanodactylus) نام یک سرده از زیرراسته بال‌انگشتی‌سانان است.